# (8173) 1991 RX23
(8173) 1991 RX23 là một tiểu hành tinh vành đai chính. Nó được phát hiện bởi Henry E. Holt ở Đài thiên văn Palomar ở Quận San Diego, California, ngày 11 tháng 9 năm 1991.